# Nuxia glomerulata
Nuxia glomerulata är en tvåhjärtbladig växtart som först beskrevs av C. A. Smith, och fick sitt nu gällande namn av Verdoorn. Nuxia glomerulata ingår i släktet Nuxia och familjen Stilbaceae. Inga underarter finns listade i Catalogue of Life.